# Quemar las naves (novela)
Quemar las naves es una novela del escritor español Alejandro Cuevas. Ganó el Premio Rejadorada de Novela Breve 2004 y se publicó ese mismo año en la editorial Multiversa de Valladolid.

## Argumento y estilo
La novela está ambientada en la actualidad. La protagoniza Eurimedonte, un padre de familia en paro, poeta aficionado, cuyo mayor afán es escribir un soneto que nunca acierta a terminar. La novela narra una semana de su vida, tiene un tono satírico y humorístico y muestra una abundante galería de personales (sus compañeros de tertulia: Plístenes, Leucipo y el camarero Ganímedes; sus familiares: su mujer Parténope, su hijo Metíoco, sus cuñados el fatuo Trofonio y su mujer Terpsícore).

## Valoración crítica
El crítico Santos Sanz Villanueva emparentó esta novela con la anterior de Alejandro Cuevas, La peste bucólica, y señaló la relación de ambas con la novela posmoderna y la de crítica social, su corrosiva sátira de la actualidad (que le recordaba a la de la serie televisiva de Los Simpson) y destacó su habilidad verbal.